# XX-дисгенезия гонад
XX-дисгенезия гонад — тип женского гипогонадизма, при котором отсутствуют функциональные яичники, которые в норме вызывают половое созревание у девочек с кариотипом 46, XX. Из-за отсутствия функциональных яичников у таких людей низкий уровень эстрогенов (гипоэстрогенизм) и высокий уровень ФСГ и ЛГ. Обычно при таком диагнозе назначают гормональную терапию эстрогенами и прогестероном.

## Чистая дисгенезия гонад
Термин «чистая дисгенезия гонад» (ЧДГ) использовался, чтобы отличить эту группу пациентов от группы с дисгенезией гонад, связанной с синдромом Шерешевского — Тернера. В последнем случае кариотип человека 45, X0, тогда как при чистой дисгенезии гонад кариотип 46, XX или 46, XY (синдром Свайера). Пациенты с ЧДГ имеют нормальный кариотип, но могут иметь локальные генетические изменения.

## Разновидности

### Родственные состояния
- ЧДГ XX связана с синдромом Свайера, поскольку оба состояния имеют одинаковый фенотип и клинические проблемы. Однако при синдроме Свайера кариотип 46, XY, и поэтому рекомендуется гонадэктомия[2].
- При синдроме Шерешевского — Тернера наблюдается отсутствие одной из половых хромосом, что является причиной развития дисгенезии гонад.
- Другой тип XX гонадального дисгенеза известен как эпибульбарный дермоид 46, XX-гонадного дисгенезиса. При нём наблюдаются те же симптомы, что и при обычном синдроме, а также признаки эпибульбарного дермоида (нарушение зрения)[3][4][5]. Предполагается, что это отдельный тип синдрома[3].

## Патогенез
Причина состояния часто неясна. Есть случаи, когда сообщалось о нарушениях в рецепторе ФСГ. По-видимому, либо половые клетки не образуются или не взаимодействуют с гребнем гонады, либо подвергаются ускоренной атрезии, так что в конце детства присутствует только streak гонада, неспособная вызвать пубертатные изменения. Поскольку яичники девочек не вызывают каких-либо важных изменений в организме до наступления половой зрелости, обычно нет никаких подозрений о дефекте репродуктивной системы до тех пор, пока не наступит период полового созревания.
Семейные случаи XX-дисгенезии гонад не зафиксированы.
В одной семье мутации в митохондриальной гистидил-тРНК-синтетазе были указаны как причина дисгензии гонад.

## Синдром Перро
В 1951 году Перро сообщил об ассоциации дисгенезии гонад и глухоты, теперь называемой синдромом Перро.

## Диагностика
Из-за неспособности полосатых гонад вырабатывать половые гормоны (как эстрогены, так и андрогены) большинство вторичных половых признаков не развиваются. Это особенно верно в отношении эстрогенных изменений, таких как развитие молочной железы, расширение таза и бедер, а также менструальные периоды. Поскольку надпочечники могут вырабатывать ограниченное количество андрогенов и не страдают этим синдромом, у большинства этих девочек волосы на лобке развиваются, хотя они часто остаются редкими.
Оценка отсроченного полового созревания обычно выявляет наличие волос на лобке, но повышение уровня гонадотропинов, что указывает на то, что гипофиз дает сигнал для полового созревания, но гонады не отвечают. Следующие этапы оценки обычно включают проверку кариотипа и визуализации таза. Кариотип показывает хромосомы ХХ, а изображение демонстрирует наличие матки, но яичников нет (большинство изображений не видят полосатые гонады). В этот момент врач, как правило, может поставить диагноз XX-дисгенезии гонад.

## Лечение
Последствия для пациенток с XX-дисгенезией гонад:
- Гонады не могут вырабатывать эстрогены, поэтому грудь не будет развиваться, а матка не будет расти и не начнутся менструации до тех пор, пока пациенту не назначат терапию эстрогеном.
- Гонады не могут вырабатывать прогестерон, поэтому менструальные циклы не будут стабильны, пока не назначат прогестин.
- Гонады не могут производить яйцеклетки, поэтому пациентка не сможет зачать детей естественным путем. Женщина с маткой, но без яичников может забеременеть при имплантации оплодотворенной яйцеклетки другой женщины (перенос эмбриона).